# Jean-Baptiste Limasset
Jean-Baptiste Limasset, francoski general, * 23. maj 1884, † 12. marec 1940.